# Jerzy Sławomir Mac
Jerzy Sławomir Mac (ur. 30 października 1949 w Łodzi) – polski dziennikarz związany m.in. z Tygodnikiem „Wprost” i „Słowem Żydowskim”. 

## Życiorys
W 1978 ukończył studia na Wydziale Dziennikarstwa i Nauk Politycznych Uniwersytetu Warszawskiego. 
Pracę w dziennikarstwie rozpoczął w latach 70 (m.in. w „Politechniku”, „Przeglądzie Technicznym” i „Zarządzaniu”). W latach 1978–1989 zatrudniony w „Prawie i Życiu” (w okresie stanu wojennego miał zakaz pracy w dziennikarstwie, pracował wówczas m.in. jako barman). Na początku lat 90. został redaktorem efemerycznego pisma „Przekształcenia. Gazeta samorządowa. Tygodnik rozwoju lokalnego i przekształceń własnościowych”, związał się również z Tygodnikiem „Wprost”, gdzie pisywał głównie na krajowe tematy polityczne oraz polsko-żydowskie. Był sprawozdawcą parlamentarnym Polskiego Radia. 
W 1996 zaginął na kilka dni, co stało się podstawą do licznych medialnych spekulacji.
Po odejściu z Tygodnika „Wprost” w 2002 związał się m.in. na krótko z „Faktami i Mitami”, do których pisywał pod pseudonimem „Jakub Diamant”, był także autorem scenariuszy do filmów pornograficznych. Miał stałą kolumnę felietonisty w piśmie „Słowo Żydowskie – Dos Jidisze Wort”.

## Życie prywatne
Był partnerem seksualnej rekordzistki świata i dziennikarki „Wprost” Pauliny Kaczanow (ps. Marianna Rokita).

## Odznaczenia
Odznaczony m.in. Medalem 50-lecia Powstania w Getcie Warszawskim.

## Wybrane publikacje
- (wraz z Aleksandrem Kopciem), Jak zostać prominentem, Krajowa Agencja Wydawnicza, Warszawa 1988
- Franciszek Szlachcic, Przesłuchanie supergliny. Gorzki smak władzy: wspomnienia, Wydawnictwo „Fakt”, Warszawa 1990
- To nie to... nie tak miało być. Jadwiga Staniszkis, Kazimierz Kutz w rozmowie z Jerzym S. Macem, Wydawnictwo „Ego”, Warszawa 2004.